# Нагасаки
Нагасаки (јап. 長崎市) град је у Јапану у префектури Нагасаки. Налази се на југоисточној обали острва Кјушу. Према процени становништва из 2024. у граду је живело 392.281 становника.
На град је 9. августa 1945. бачена атомска бомба, која је одмах убила 39.000 људи, а за 75.000 се верује да су умрли накнадно од задобијене радијације. Био је центар преко кога је Јапан у средњем веку био у контакту са спољним светом. Зато је био највећи католички град Јапана, до забране католицизма и хришћанства.

## Историја

### Град у Јапану као језуитска колонија
Католички даимјо оснива 1568. луку у Нагасакију. Португалци већ 1571. користе луку Нагасаки. Лука се предаје 1579. језуитској администрацији. Град у Јапану је постао језуитска колонија, а лука је била под административном и војном командом језуита.
Тојотоми Хидејоши стиже 1587. на Кјушу у својој кампањи уједињења Јапана. Он примећује превелики католички утицај у јужном Јапану, а посебно активан и арогантан утицај језуита. Хидејоши наређује да се протерају сви мисионари и да се град стави под његову контролу. Међутим та наредба је врло слабо спроведена, тако да је становништво Нагасакија остало католичко.
Када 1596. Хидејоши сазнаје од једног навигатора шпанског брода да предстоји инвазија Шпанаца и Португалаца на Јапан (тако су бар језуити испричали) он убија 36 католика у Нагасакију.

### Прогон Португалаца
Кад је Токугава Ијејасу преузео власт био је толерантнији, јер су му помогли многи Јапанци који су били католици, посебно католички даимјо самураји. У Шиманара побуни 1637. суделују многи сељаци католици и отпуштени самураји ронини. Токугава је сматрао да Португал стоји иза побуне и протерује све Португалце из Јапана, а католицизам забрањује.
Уместо Португалаца прихвата се трговина са Холанђанима, јер нису католици. Холанђани преузимају трговину Јапана са светом. Године 1720. допушта се проучавање холандског и кориштење холандских књига, тако да Нагасаки постаје главни центар изучавања европске науке и уметности.

### Атомска бомба
На Нагасаки је 9. августa 1945. године у 11:02 пре подне бачена атомска бомба Дебељко, која је одмах убила 39.000 људи, а за 75.000 се верује да су умрли накнадно од задобијене радијације. То је била друга атомска бомба бачена на Јапан. Бомба је имала снагу од 22 килотоне ТНТ и била је имплозиона плутонијумска бомба.
Мета за напад је био Кокура, али пошто је било облачно узета је друга мета на листи, а то је био Нагасаки. Иако је бомба била јача од оне бачене на Хирошиму, због планинског терена разарање је било много мање него у Хирошими.
Град у Јапану је поново саграђен након рата. Нагасаки је остао лучки град са јаком бродоградилишном индустријом.

## Становништво
Према подацима са пописа, у граду је 2005. године живело 442.624 становника.
| 1995.   | 2000.   | 2005.   |
| ------- | ------- | ------- |
| 475.259 | 457.486 | 442.624 |

## Спорт
Нагасаки има фудбалски клуб В-варен Нагасаки.